# شینیچیرو تاکاهاشی
شینیچیرو تاکاهاشی (انگلیسی: Shinichiro Takahashi؛ زادهٔ ۲۷ اکتبر ۱۹۵۷) بازیکن فوتبال اهل ژاپن است.
از باشگاه‌هایی که در آن بازی کرده‌است می‌توان به باشگاه فوتبال سانفریس هیروشیما اشاره کرد.